# Psechrus wade
Espèce
Psechrus wade est une espèce d'araignées aranéomorphes de la famille des Psechridae.

## Distribution
Cette espèce est endémique de Luçon aux Philippines,.

## Description
La carapace du mâle holotype mesure 7,5 mm de long sur 5,6 mm de large et l'abdomen 10,3 mm de long sur 3,3 mm de large.

## Publication originale
- Bayer, 2014 : Seven new species of Psechrus and additional taxonomic contributions to the knowledge of the spider family Psechridae (Araneae). Zootaxa, no 3826(1), p. 1-54.